# Olallamys
Olallamys és un gènere de dues espècies de rates espinoses andines. La seva distribució abasta el Panamà, Colòmbia, Veneçuela i el nord de l'Equador. Els representants d'aquest grup solen viure a altituds de més de 2.000 msnm. Igual que els altres dactilomins, i a diferència de la resta de rates espinoses, el seu pelatge no és espinós, sinó suau.